# 马氏体时效钢
马氏体时效钢（英語：Maraging steel）是一种有着高强度韧性，并且同时保留着一定延展性的钢。「时效」（Aging Treatment）意味着经过较长的热处理过程。这种钢係一种特别的低碳超高强度钢，其高强度并不来自于碳，而是来自于數種金属化合物，其中的主要合金元素为15%到20%的镍。

## 相關
變態致塑鋼